# Dyplomacja publiczna
Dyplomacja publiczna (ang. public diplomacy) – działania dyplomatyczne zajmujące się badaniem wpływu postaw społecznych na kształtowanie się i realizację polityki zagranicznej, obejmując wymiar stosunków międzynarodowych wykraczający poza obszar tradycyjnej dyplomacji, kształtowanie przez rządy opinii publicznej w innych państwach, interakcję prywatnych interesów i grup w jednym państwie z podobnymi im w innym państwie, sprawozdawczość nt. spraw zagranicznych i ich wpływu na politykę, komunikację pomiędzy specjalistami od komunikacji, takimi jak dyplomaci i zagraniczni korespondenci oraz proces międzynarodowej komunikacji.
Po raz pierwszy pojęcie to pojawiło się w 1965 roku w pracach Edmunda Gulliona, dziekana z Fletcher School of Law & Diplomacy na Tufts University.
Dyplomacja publiczna poszerza zakres działania dyplomatów poza sfery współpracy międzyrządowej, kierując swe przekazy do szeroko pojętej zagranicznej opinii publicznej. Co więcej, posługuje się bardziej wyrafinowanymi technikami przekazu, czerpiąc źródła w teorii marketingu, zarówno politycznego jak i gospodarczego. Nastawiona jest przy tym, w przeciwieństwie do tradycyjnie pojmowanej dyplomacji, bardziej na wielostronną, otwartą i jawną współpracę oraz promocję, niż na  tajne układy, protokoły, czy walkę o wpływ i jednostronne narzucanie swojego stanowiska.
W Polsce za realizację zadań dyplomacji publicznej odpowiada Departament Dyplomacji Publicznej i Kulturalnej Ministerstwa Spraw Zagranicznych RP. Dyplomacja publiczna prowadzona przez Ministerstwo Spraw Zagranicznych RP to zestaw działań o charakterze strategicznym, koncepcyjnym, analitycznym, koordynacyjnym i wykonawczym, które poprzez kształtowanie postaw społecznych i opinii publicznej za granicą wpływają na realizację istotnych interesów Polski w świecie, używając narzędzi i metod spoza obszaru tradycyjnej dyplomacji jako obszaru relacji międzypaństwowych. Celem nadrzędnym dyplomacji publicznej jest uzyskiwanie za granicą zrozumienia i poparcia dla polskiej racji stanu i polityki władz RP. Stanowiąc uzupełnienie dla tradycyjnej dyplomacji, jest działalnością skierowaną do zagranicznych instytucji, organizacji i społeczeństw.